# Jordi Alba
Jordi Alba Ramos (* 21. března 1989 L'Hospitalet) je španělský profesionální fotbalista, který hraje na pozici levého obránce za americký klub Inter Miami CF a bývalý španělský reprezentant. Právě na postu levého krajního beka se stal jedním z nejlepších krajních obránců na světě.
Odchovanec barcelonské La Masie započal profesionální kariéru ve Valencii, od roku 2012 hraje za Barcelonu. S tou v sezóně 2014/15 vybojoval treble – Barcelona vyhrála domácí ligu, domácí pohár i Ligu mistrů UEFA.
Pětkrát vyhrál španělskou ligu a pětkrát španělský pohár.
Španělsko reprezentoval na vítězném Mistrovství Evropy 2012 a též v rocích 2016 a 2020. Rovněž si zahrál na Mistrovství světa 2014 a 2018.

## Klubová kariéra
Svou kariéru začínal v L'Hospitalet de Llobregat a své fotbalové dospívání dokončil ve Valencii (po sedmi letech v barcelonské mládežnické akademii), kde také debutoval v Primera División. Do prvního mužstva Valencie jej zapracoval trenér Unai Emery a ten jej začal postupem času stavět ne na pozici levého křídla, ale levého krajního obránce. V létě roku 2012 se vrátil zpět do Barcelony.
V roce 2012 přestoupil Alba do Barcelony za částku 14 milionů liber.
Debutoval 19. srpna v úvodním kole La Ligy proti Realu Sociedad, ve kterém svěřenci Tita Vilanovi vyhráli výsledkem 5:1 a Alba předvedl povedený výkon.
Proti Deportivu La Coruña 20. října vstřelil první gól za Barçu, která vyhrála díky Messiho hattricku 5:4.
Sezónu 2013/14 Albovi komplikovala zranění, především pak problémy s hamstringy od září do prosince.
V ligovém utkání proti Valencii 1. února 2014 obdržel po druhé žluté kartě kartu červenou znamenající vyloučení. Barcelona venku prohrála 2:3 a trenér Gerardo Martino musel pro další utkání se Sevillou využít služeb křídelního univerzála Adriana.
Alba 23. března odehrál venkovní El Clásico proti Realu Madrid, ve kterém mu dělal starosti soupeřův křídelní útočník Gareth Bale. Navzdory tomu Barcelona vyhrála 4:3.
Na hřišti Granady 28. února 2015 odehrál Alba svůj 100. zápas za Barcelonu, která tady vyhrála 3:1.
Startoval ve finálovém zápase Ligy mistrů UEFA konaném 6. června 2015 proti italskému Juventusu, ve kterém Barcelona vyhrála 3:1 a popáté v historii se v této soutěži stala mistrem, navíc získala treble.
UEFA jej posléze zařadila do nejlepšího výběru sezóny.
Jeho situace se změnila, když trenér Luis Enrique experimentoval s rozestavením 3–4–3, to byl nucen uchýlit se mezi náhradníky. Odchod Enriqueho v roce 2017 a prodej Neymara ve stejné období Albovi opět přihrál levý kraj obrany a pod novým trenérem Ernestem Valverdem našel ztracenou formu.
Alba prožil povedenou sezónu 2017/18, ve které se stal obráncem s nejvíce asistencemi napříč evropskými soutěžemi. Ve 33 utkáních v La Lize zaznamenal dva góly a osm asistencí a pomohl získat titul.
Alba odehrál své 300. utkání ve španělské nejvyšší ligové soutěži, La Lize, 1. října 2020, to se Barcelona střetla se Celtou Vigo a vyhrála 3:0.
Další zápas ve třetím kole se Sevillou (1:1) nedohrál kvůli zranění hamstringu v pravé noze a musel být trenérem Ronaldem Koemanem vystřídán.
Vrátil se pro El Clásico proti Realu Madrid v závěru října, ale neodvrátil domácí porážku 1:3. Obdobně jako druhý barcelonský bek Sergiño Dest patřil k lepším hráčům svého mužstva, zejména v prvním poločase pak sám táhl ofenzívu, navíc si připsal asistenci na gólu Ansua Fatiho.
Proti vedoucímu týmu tabulky Realu Sociedad 16. prosince dal srovnávací gól na 1:1 a pomohl vyhrát domácí zápas 2:1. Jeho centrovaný balón se totiž dostal k záložníkovi Frenkiemu de Jongovi, který dal vítězný gól.
V sezóně 2021/22 nastupoval nejprve pod trenérem Ronaldem Koemanem a po jeho vyhazovu pod svým někdejším spoluhráčem Xavim. Navzdory omlazování týmu se Xavi nadále spoléhal na zkušené hráče včetně Alby, Busquetse či Piquého.
Jeho role v mužstvu se v sezóně 2022/23 dále snižovala, v Xaviho základní sestavě se ocitl jen ve 14 ligových utkáních. Obdobně jako další veteráni v kabině Gerard Piqué a Sergio Busquets byl kritizován za nedostatečně dobré výkony vzhledem k výši platů v klubu sužovaném finančními potížemi. Barcelona se ve druhé jarní části sezóny přiblížila ligovému titulu, mimo to získala španělský superpohár. Dne 2. května 2023 se Alba dostal na hřiště domácího ligového střetnutí s Osasunou, ve kterém vstřelil pár minut před koncem jediný gól onoho večera. Po Osasuně porazila Barcelona 14. května městského rivala Espanyol a po čtyřech letech si zajistila mistrovský titul. Dne 24. května bylo po vzájemné dohodě oznámeno rozvázání smlouvy mezi klubem a hráčem, která měla platit ještě na další rok.
Dne 18. července 2023 bylo oznámeno, že jedná o působení v americkém klubu Inter Miami.
Dne 20. července 2023 odešel po 11 letech z Barcelony a přestoupil do amerického klubu Inter Miami CF, kde bude hrát po boku staronových spoluhráčů Lionela Messiho a Sergia Busquetse.

## Reprezentační kariéra

### Mládežnické reprezentace
V létě 2012 byl napsán na soupisku pro Letní olympijské hry 2012 v Londýně. Španělsko (které mělo na soupisce i hráče z A-mužstva) zde bylo po vítězství na Euru 2012 největším favoritem, ale po dvou prohrách 0:1 (s Japonskem a Hondurasem) a jedné remíze s Marokem (0:0) vypadlo překvapivě již v základní skupině D. Alba absolvoval všechna tři utkání svého týmu.

### A-mužstvo
V A-mužstvu Španělska přezdívaném La Furia Roja se poprvé představil na podzim roku 2011, na poslední dva zápasy kvalifikace jej nominoval trenér Vicente del Bosque. Debutoval 11. října 2011 v Alicante v tom druhém z těchto kvalifikačních zápasů. Proti týmu Skotska přispěl k výhře 3:1 asistencí na úvodní gól Davida Silvy už po šesti minutách. Úpadek výkonů Joana Capdevily, předchozího člena základní sestavy v národním týmu Španělska na levém kraji obrany, naskytl Albovi příležitost ujmout se této pozice.
Reprezentoval Španělsko na EURU 2012, kde Španělé porazili ve finále Itálii 4:0 a získali svůj 3. titul v historii. Alba vstřelil ve finále svůj premiérový gól za A-mužstvo, v zápase zvyšoval na průběžných 2:0. Jordi Alba se díky svým výkonům dostal do nejlepší sestavy turnaje jakožto jeden z pětice Španělů.
Trenér Vicente del Bosque jej vzal na Mistrovství světa 2014 v Brazílii, kde Španělé jakožto obhájci titulu vypadli po dvou porážkách a jedné výhře již v základní skupině B.
Vicente del Bosque jej nominoval i na EURO 2016 ve Francii, kde byli Španělé vyřazeni v osmifinále Itálií po porážce 0:2. Jordi Alba nastoupil ve všech čtyřech zápasech svého mužstva na šampionátu.
V průběhu května 2018 byl nominován na Mistrovství světa 2018, konkurencí na jeho post byl Nacho Monreal z Arsenalu.
Evropského mistrovství se zúčastnil i potřetí, a to v roce 2021, kdy byl v květnu povolán trenérem Luisem Enriquem, jakkoliv měl zprvu obtíže přesvědčit Enriqueho o svých kvalitách a navíc čelil novým, mladším konkurentům. Kvůli pandemii covidu-19 se totiž Euro 2020 odehrálo až následující rok. Nepovolání Sergia Ramose a pozitivní test Sergia Busquetse na covid-19 přihrály kapitánskou pásku právě Albovi. Proti Slovensku se 23. června ve třetím skupinovém zápase mělo rozhodnout o tom, zda Španělsko dále postoupí či nikoliv. Osmifinálovou účast zajistila výhra 5:0, u třetího gólu si Alba připsal asistenci u gólu Pabla Sarabii. O pět dní později jej v základní jedenáctce překvapivě zastoupil José Gayà, jehož Alba kvůli zranění vystřídal v 78. minutě. Jelikož se střetnutí s Chorvatskem prodlužovalo, odehrál takřka 45 minut a byl přítomen u výhry 5:3. Otevřel skóre čtvrtfinálového klání se Švýcarskem, které dospělo do penaltového rozstřelu. V tom uspělo výsledkem 4:2 Španělsko. Oproti tomu penaltový rozstřel proti Itálii (pozdějšímu vítězi) o čtyři dny později přinesl neúspěch a dělenou bronzovou medaili.

### Reprezentační góly
Reprezentační góly Jordi Alby za A-mužstvo Španělska
| 010                    | 1. 7. 2012   | Národní sportovní komplex Olimpijskyj, Kyjev   | Itálie    | 02:0 | 4:0 | EURO 2012                    |
| 02                     | 12. 10. 2012 | Stadion Dynama, Minsk, Bělorusko               | Bělorusko | 00:1 | 0:4 | kvalifikace na MS 2014       |
| 03                     | 23. 6. 2013  | Estádio Castelão, Fortaleza, Brazílie          | Nigérie   | 00:1 | 0:3 | Konfederační pohár FIFA 2013 |
| 04                     | 23. 6. 2013  | Estádio Castelão, Fortaleza, Brazílie          | Nigérie   | 00:3 | 0:3 | Konfederační pohár FIFA 2013 |
| 05                     | 6. 9. 2013   | Olympijský stadion, Helsinky, Finsko           | Finsko    | 00:1 | 0:2 | kvalifikace na MS 2014       |
| 06                     | 5. 9. 2015   | Estadio Carlos Tartiere, Oviedo, Španělsko     | Slovensko | 01:0 | 2:0 | kvalifikace na ME 2016       |
| 07                     | 11. 11. 2017 | Estadio La Rosaleda, Málaga, Španělsko         | Kostarika | 01:0 | 5:0 | přátelské utkání             |
| 08                     | 14. 11. 2017 | Krestovskij stadion, Petrohrad, Ruská federace | Rusko     | 00:1 | 3:3 | přátelské utkání             |
| Platí k 1. červnu 2020 |              |                                                |           |      |     |                              |

## Styl hry
Alba se během působení v Barceloně stal jedním z nejlepších levých krajních obránců na světě.
Díky své význačné rychlosti a výdrži je schopen dobře podporovat jak obranu, tak útok. Během kariéry učinil progres v defenzívě, který mu umožnil ofenzivní výpady, přesto na rozdíl od kolegy Daniho Alvese občas dával svými výpady vpřed využitelný prostor soupeřovým protiútokům. Mimo to disponuje velmi dobrou technikou, umí podržet balón a má tendenci hrát na krátké přihrávky. Je považován za hráče soustředěného na zápas.
Kritiku naopak sklidil za tendenci simulovat a „přihrávat“ souboje. I kvůli své výšce není hrozbou ve hře hlavou.
Jako jednoho ze dvou nejlepších levých krajních obránců (neboli beků) jej v roce 2013 označil sám někdejší levý bek Roberto Carlos, zatímco Albův předchůdce na této pozici v národním týmu Joan Capdevila jej přirovnal právě ke Carlosovi.

## Úspěchy

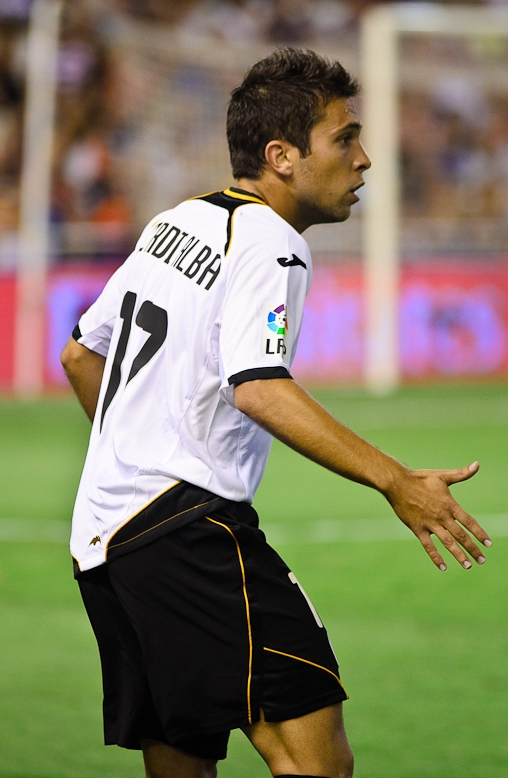
Jordi Alba ve dresu Valencie

Zdroj:

### Klubové
FC Barcelona
La Liga
- 5× vítěz – 2012/13, 2014/15, 2015/16, 2017/18, 2018/19

Copa del Rey
- 4× vítěz – 2014/15, 2015/16, 2016/17, 2017/18

Supercopa de España
- 3× vítěz – 2013, 2016, 2018

Liga mistrů UEFA
- 1× vítěz – 2014/15

Mistrovství světa klubů FIFA
- 1× vítěz – 2015

### Reprezentační
- účast na ME 2012 – 1. místo

### Individuální
- UEFA EURO Tým turnaje: 2012[35]
- Nejlepší sestava sezóny La Ligy: 2014/15[52][p. 3]
- Nejlepší sestava sezóny Ligy mistrů UEFA: 2014/15[16]
- Katalánský sportovec roku: 2018[53]